# Wiktorija Mirczewa
Wiktorija Mirczewa (ukr. Вікторія Мірчева; ur. 17 stycznia 1987 w Berdiańsku) – ukraińska koszykarka, występująca na pozycji środkowej, reprezentantka kraju, posiadająca także bułgarskie obywatelstwo, obecnie zawodniczka Barcy CBS.
W sezonie 2008/2009 reprezentowała PTK Aflofarm Vicard Pabianice.

## Osiągnięcia
Stan na 23 marca 2023, na podstawie, o ile nie zaznaczono inaczej.

### Drużynowe
- Mistrzyni:
  - Czech (2012)
  - Bułgarii (2008)
- Finalistka pucharu:
  - Francji (2013)
  - Bułgarii (2008)
- 3. miejsce w II lidze francuskiej (2011)
- Uczestniczka międzynarodowych rozgrywek:
  - Euroligi (2011/2012)
  - Eurocup (2007/2008, 2012–2014, 2015–2018)

### Indywidualne
(* – nagrody przyznane przez portale eurobasket.com)
- Najlepsza zawodniczka zagraniczna ligi bułgarskiej (2005)*[3]
- Zaliczona do*:
  - I składu najlepszych zawodniczek zagranicznych ligi bułgarskiej (2007)[4]
  - III składu ligi bułgarskiej (2007)[4]
  - honorable mention ligi:
    - bułgarskiej (2008)[5]
    - niemieckiej (2010)[6]

### Reprezentacja

#### Seniorów
- Uczestniczka:
  - mistrzostw Europy (2013 – 13. miejsce, 2015 – 16. miejsce)
  - kwalifikacji do Eurobasketu (2013, 2015)

#### Młodzieżowe
- Uczestniczka:
  - mistrzostw Europy U–18 dywizji B (2005 – 11. miejsce)
  - kwalifikacji do mistrzostw Europy:
    - U–18 (2004)
    - U–16 (2003)